# 台灣全記錄
《台灣全記錄》是台灣三立都會製播之行腳節目，為每週一至五製播的（愛玩客全系列）節目，前身為《世界地理雜誌》系列（包含在中國的故事、美食大三通、冒險王、台灣全記錄、世界那麼大等節目），但為提供觀眾更豐富更多元的旅遊資訊，故於2011年9月26日整併播出，首播時間為每週一至四晚間10時至11時（台灣時間）。開播於1998年12月20日，首播時間為每週四22點至23點，重播時間為每週五早上9點到10點。歷任主持人為黃連煜、  李興文、顏行書、唐家豪、亮哲、張永政。

2011年6月16日起，推出暑假特企「名人上山下海看台灣」。
2011年9月29日起併到《愛玩客》（星期一至五晚上10點到11點播出）。

## 台灣全記錄歷代主持人
- 第一代主持人: 黃連煜
- 第二代主持人: 李興文
- 第二代主持人：唐家豪
- 第三代主持人：顏行書(因原主持人永政受傷，所以製作單位再度邀請回節目代班主持至2011年6月9日)
- 第四代主持人：亮哲
- 第五代主持人：張永政

### 暑假特別企劃「名人上山下海看台灣」主持人
- 第一棒主持人：夏克立(播出日期：2011年6月16日)
- 第二棒主持人：李恩至(播出日期：2011年6月23日)
- 第三棒主持人：錢薇娟(播出日期：2011年6月30日)
- 第四棒主持人：馬修連恩(播出日期：2011年7月7日)
- 第五棒主持人：康博尚(播出日期：2011年7月14日、2011年9月1日、2011年9月8日、2011年9月15日)
- 第六棒主持人：瀨上剛(播出日期：2011年7月21日、2011年7月28日、2011年8月18日)
- 第七棒主持人：陳詩欣(播出日期：2011年8月4日)
- 第八棒主持人：米可白(播出日期：2011年8月11日)
- 第九棒主持人：黃靖倫(播出日期：2011年8月25日)
- 第十棒主持人：蘇麗文(播出日期：2011年9月22日)

## 播出時間

### 首播
- 每週四晚間10點至11點

### 重播
- 每週五凌晨4點至5點
- 每週五上午9點整至10點
- 每週五下午2點整至15點
- 每週日凌晨5點至6點
- 每週日上午9點30分至10點30分

## 外部連結
- 台灣全記錄的Facebook專頁